# Kalispel
Pour la ville du Montana, voir Kalispell.
Le kalispel (ou pend'oreille) est une langue parlée à l'origine par des populations amérindiennes de l'ouest du Canada, sur la côte du Pacifique et au nord-ouest des États-Unis. Il s'agit d'une langue salish, de la branche salish de l'intérieur.
Le groupe linguistique kalispel comprend les langues pend d'oreille, spokane et tête-plate. 
Le kalispel est une langue en voie de disparition, car il n'est plus parlé que par 200 personnes sur un total de 7 000 individus amérindiens.
Elle est encore utilisée dans les réserves indiennes des États de Washington, Idaho et Montana.